# Monte Carlo Open 1997 - Qualificazioni singolare
Le qualificazioni del singolare  del Monte Carlo Open 1997 sono state un torneo di tennis preliminare per accedere alla fase finale della manifestazione. I vincitori dell'ultimo turno sono entrati di diritto nel tabellone principale. In caso di ritiro di uno o più giocatori aventi diritto a questi sono subentrati i lucky loser, ossia i giocatori che hanno perso nell'ultimo turno ma che avevano una classifica più alta rispetto agli altri partecipanti che avevano comunque perso nel turno finale.
Le qualificazioni del torneo Monte Carlo Open 1997 prevedevano 28 partecipanti di cui 7 sono entrati nel tabellone principale.

## Teste di serie
1. Gustavo Kuerten (Qualificato)
2. Scott Draper (primo turno)
3. Adrian Voinea (ultimo turno)
4. Ján Krošlák (primo turno)
5. Richard Fromberg (primo turno)
6. Carlos Costa (Qualificato)
7. Galo Blanco (ultimo turno)

1. Emilio Benfele Álvarez (Qualificato)
2. Nicolás Lapentti (ultimo turno)
3. Nuno Marques (Qualificato)
4. Francisco Roig (Qualificato)
5. Davide Sanguinetti (primo turno)
6. Andrej Čerkasov (ultimo turno)
7. Lars Jonsson (ultimo turno)

## Qualificati
1. Gustavo Kuerten
2. Andrej Merinov
3. Davide Sanguinetti
4. Nuno Marques

1. Francisco Roig
2. Carlos Costa
3. Emilio Benfele Álvarez

## Tabellone

### Legenda
| - Q = Qualificato - WC = Wild card - LL = Lucky loser | - ALT = Alternate - SE = Special Exempt - PR = Protected Ranking | - w/o = Walkover - r = Ritirato - d = Squalificato |

### Sezione 1
|  | Primo turno | Primo turno      | Primo turno      | Primo turno | Primo turno |  |  | Ultimo turno | Ultimo turno    | Ultimo turno    | Ultimo turno | Ultimo turno |  |
|  |             |                  |                  |             |             |  |  |              |                 |                 |              |              |  |
|  | 1           | Gustavo Kuerten  | Gustavo Kuerten  | 6           | 6           |  |  |              |                 |                 |              |              |  |
|  |             | Frédéric Fontang | Frédéric Fontang | 3           | 0           |  |  | 1            | Gustavo Kuerten | Gustavo Kuerten | 6            | 6            |  |
|  | 14          | Lars Jonsson     | Lars Jonsson     | 7           | 6           |  |  | 14           | Lars Jonsson    | Lars Jonsson    | 1            | 3            |  |
|  |             | Daniele Musa     | Daniele Musa     | 6           | 3           |  |  |              |                 |                 |              |              |  |

### Sezione 2
|  | Primo turno | Primo turno      | Primo turno      | Primo turno | Primo turno |  |  | Ultimo turno | Ultimo turno    | Ultimo turno    | Ultimo turno | Ultimo turno |  |
|  |             |                  |                  |             |             |  |  |              |                 |                 |              |              |  |
|  |             | Andrej Merinov   | Andrej Merinov   | 6           | 7           |  |  |              |                 |                 |              |              |  |
|  | 2           | Scott Draper     | Scott Draper     | 4           | 6           |  |  |              | Andrej Merinov  | Andrej Merinov  | 6            | 7            |  |
|  | 13          | Andrej Čerkasov  | Andrej Čerkasov  | 6           | 6           |  |  | 13           | Andrej Čerkasov | Andrej Čerkasov | 1            | 5            |  |
|  |             | Sebastien Graeff | Sebastien Graeff | 2           | 1           |  |  |              |                 |                 |              |              |  |

### Sezione 3
|  | Primo turno | Primo turno        | Primo turno | Primo turno | Primo turno |  |  | Ultimo turno | Ultimo turno       | Ultimo turno       | Ultimo turno | Ultimo turno |  |
|  |             |                    |             |             |             |  |  |              |                    |                    |              |              |  |
|  | 3           | Adrian Voinea      | 7           | 2           | 7           |  |  |              |                    |                    |              |              |  |
|  |             | Arnaud Clément     | 6           | 6           | 5           |  |  | 3            | Adrian Voinea      | Adrian Voinea      | 6            | 4            |  |
|  |             | Davide Sanguinetti | 2           | 7           | 7           |  |  |              | Davide Sanguinetti | Davide Sanguinetti | 7            | 6            |  |
|  | 12          | Jens Knippschild   | 6           | 6           | 6           |  |  |              |                    |                    |              |              |  |

### Sezione 4
|  | Primo turno | Primo turno      | Primo turno      | Primo turno | Primo turno |  |  | Ultimo turno | Ultimo turno     | Ultimo turno     | Ultimo turno | Ultimo turno |  |
|  |             |                  |                  |             |             |  |  |              |                  |                  |              |              |  |
|  |             | Olivier Delaître | Olivier Delaître | 6           | 6           |  |  |              |                  |                  |              |              |  |
|  | 4           | Ján Krošlák      | Ján Krošlák      | 3           | 2           |  |  |              | Olivier Delaître | Olivier Delaître | 1            | 2            |  |
|  | 10          | Nuno Marques     | Nuno Marques     | 6           | 6           |  |  | 10           | Nuno Marques     | Nuno Marques     | 6            | 6            |  |
|  |             | Fernon Wibier    | Fernon Wibier    | 4           | 0           |  |  |              |                  |                  |              |              |  |

### Sezione 5
|  | Primo turno | Primo turno          | Primo turno          | Primo turno | Primo turno |  |  | Ultimo turno | Ultimo turno         | Ultimo turno         | Ultimo turno | Ultimo turno |  |
|  |             |                      |                      |             |             |  |  |              |                      |                      |              |              |  |
|  |             | Marco Meneschincheri | Marco Meneschincheri | 6           | 6           |  |  |              |                      |                      |              |              |  |
|  | 5           | Richard Fromberg     | Richard Fromberg     | 1           | 4           |  |  |              | Marco Meneschincheri | Marco Meneschincheri | 4            | 5            |  |
|  | 11          | Francisco Roig       | Francisco Roig       | 6           | 7           |  |  | 11           | Francisco Roig       | Francisco Roig       | 6            | 7            |  |
|  |             | Emmanuel Heussner    | Emmanuel Heussner    | 4           | 5           |  |  |              |                      |                      |              |              |  |

### Sezione 6
|  | Primo turno | Primo turno       | Primo turno       | Primo turno | Primo turno |  |  | Ultimo turno | Ultimo turno     | Ultimo turno | Ultimo turno | Ultimo turno |  |
|  |             |                   |                   |             |             |  |  |              |                  |              |              |              |  |
|  | 6           | Carlos Costa      | Carlos Costa      | 6           | 6           |  |  |              |                  |              |              |              |  |
|  |             | Cristiano Caratti | Cristiano Caratti | 4           | 4           |  |  | 6            | Carlos Costa     | 6            | 2            | 6            |  |
|  | 9           | Nicolás Lapentti  | Nicolás Lapentti  | 6           | 6           |  |  | 9            | Nicolás Lapentti | 2            | 6            | 3            |  |
|  |             | Daniel Elsner     | Daniel Elsner     | 3           | 1           |  |  |              |                  |              |              |              |  |

### Sezione 7
|  | Primo turno | Primo turno            | Primo turno            | Primo turno | Primo turno |  |  | Ultimo turno | Ultimo turno           | Ultimo turno | Ultimo turno | Ultimo turno |  |
|  |             |                        |                        |             |             |  |  |              |                        |              |              |              |  |
|  | 7           | Galo Blanco            | 6                      | 4           | 6           |  |  |              |                        |              |              |              |  |
|  |             | Emanuel Couto          | 1                      | 6           | 2           |  |  | 7            | Galo Blanco            | 2            | 6            | 1            |  |
|  | 8           | Emilio Benfele Álvarez | Emilio Benfele Álvarez | 7           | 6           |  |  | 8            | Emilio Benfele Álvarez | 6            | 3            | 6            |  |
|  |             | Sébastien Grosjean     | Sébastien Grosjean     | 5           | 4           |  |  |              |                        |              |              |              |  |